# Chaim Icel Goldstein
Chaim Icel Goldstein, Charles Goldstein (ur. 1900 w Warszawie, zm. ?) – polski Żyd, robotnik i działacz lewicowy.
W 1930 wyemigrował do Paryża, gdzie po wybuchu II wojny został aresztowany i wywieziony do KL Auschwitz. W październiku 1943 został przewieziony do Warszawy, gdzie pracował w ruinach getta. Wyzwolony po wybuchu powstania warszawskiego, wziął w nim udział. Następnie ukrywał się wraz z sześcioma osobami, w tym z księdzem katolickim, w bunkrze w opustoszałej Warszawie, podobnie jak Władysław Szpilman. Jego wspomnienia Bunkier ukazały się w jidisz, po polsku, francusku, angielsku, hebrajsku.